# Parviterebra separanda
Parviterebra separanda is een slakkensoort uit de familie van de Columbellidae. De wetenschappelijke naam van de soort is voor het eerst geldig gepubliceerd in 1923 door Tomlin.